# ザ・ジョイント
ヴァージンホテルズ・ラスベガス・シアター（The Theater at Virgin Hotels Las Vegas）は、ラスベガスのヴァージンホテルズ・ラスベガス敷地内に位置する多目的会場。1995年にハードロック・ホテル・アンド・カジノ内にザ・ジョイントとしてオープン。2020年2月にハードロック・ホテル・アンド・カジノが買収され、それに伴いザ・ジョイントも改装のため一旦閉鎖。2021年9月にヴァージンホテルズ・ラスベガス・シアターとしてリニューアルオープンした。主にアーティストのコンサートやボクシング、プロレスの会場になっている。

## 概要
1995年3月10日、ハードロック・ホテル・アンド・カジノ内に1500席の会場ザ・ジョイントとしてオープンした。
2009年2月7日、モトリー・クルーのコンサートを最後に閉鎖した。ザ・ジョイントがあった場所はカジノに改築された。
2009年4月17日、6000万ドルの費用をかけホテル東側の駐車場スペースに4000席の会場としてリニューアルオープン。リニューアル一発目のコンサートはザ・キラーズだった。
2018年3月、ハードロック・ホテル・アンド・カジノがヴァージンホテルズに買収され、ヴァージンホテルズ・ラスベガスとして改装リニューアルオープンする計画が発表された。
2020年2月3日、ハードロック・ホテル・アンド・カジノとザ・ジョイントが改装のため一旦閉鎖された。
2021年3月25日、ヴァージンホテルズ・ラスベガスがオープンした。
2021年9月、ヴァージンホテルズ・ラスベガス・シアターとしてリニューアルオープンした。

## ライブ・レコーディング
- エアロスミス~ロッキン・ザ・ジョイント 2002年1月11日
- ブラック・アイド・ピーズ~ライブ・フロム・シドニー・トゥー・ベガス
- ガンズ・アンド・ローゼズ~アップティト・フォア・デモクラシー・3D 2012年11月21日
- デフ・レパード~ヴィヴァ・ヒステリア 2013年3月29日・30日